# Георгиадис, Марго
Мэ́ри Ма́ргарет Ха́стингс (Ма́рго) Георгиа́дис (англ. Mary Margaret Hastings (Margo) Georgiadis; род. 1964, Чикаго, Иллинойс, США) — американская бизнесвумен, CEO частной интернет-компании Ancestry.com (с 2018 года). Входит в список «Fortune 500».

## Биография
Получила учёные степени бакалавра экономики в Гарвард-колледже (1986) и магистра делового администрирования в Гарвардской школе бизнеса.
В 1986—2004 годах — бизнес-аналитик (1986—1988) и партнёр (1988—2004) в международной консалтинговой компании «McKinsey & Company».
В 2004—2008 годах — исполнительный вице-президент и директор по маркетингу компании «Discover Financial Services». Сыграла ключевую роль в выведении компании на рынок.
В 2009 году — принципал в ООО «Synetro Capital».
С 2009 года — член совета директоров компании «Nine West Holdings».
В 2009—2011 годах — вице-президент по глобальным продажам транснациональной публичной корпорации «Google».
В 2011 году — COO компании «Groupon».
В 2011—2017 годах — президент «Americas at Google» (подразделение холдинга «Alphabet», осуществляющее деятельность в Северной Америке и Латинской Америке).
В 2015—2017 годах — член совета директоров компании «Amyris».
С 2015 года — член совета директоров корпорации «McDonald’s».
С 2012 года — член (2012—2016), вице-председатель (февраль—июнь 2016) и председатель совета директоров (с 2016) НКО «The Advertising Council».
В 2017—2018 годах — CEO компании «Mattel» (вторая женщина на этом посту).
С 2018 года — CEO Ancestry.com.
Является членом совета директоров ряда организаций, в том числе НКО «The Economic Club of Chicago», Музыкального института Чикаго и членской организации «The Chicago Network».

## Личная жизнь
Замужем, имеет троих детей.